# 대리석무늬암치
대리석무늬암치(영어: Marbled rockcod)는 수심 5~350m의 남극해에서 자생하는 대구빙어의 한 종이다. 이 종은 전체길이 92cm까지 자랄 수 있으나 대개 50cm 정도까지 자란다. 이 종은 상업적으로 중요하다.
소련의 어부들이 1960~70년대에 대리석무늬암치를 엄청나게 어획했으며, 어떤 시기에는 어획량이 10만 톤을 초과하기도 했으며, 그로 인해 사우스조지아섬에서는 거의 사라졌으며, 1980년대까지 남극해 전역에서 크게 고갈되었다.